# Буюклы
Буюклы́ — село в Смирныховском городском округе Сахалинской области России.

## География
Село находится на берегу реки Буюклинка, на расстоянии 22 км от посёлка городского типа Смирных, административного центра округа.

## История
До 1945 года село принадлежало японскому губернаторству Карафуто и называлось Хоэ (яп. 保恵), после вхождения в состав СССР переименовано в Боюклы, в честь Героя Советского Союза Антона Буюклы (1915—1945), погибшего в боях за освобождение Сахалина. В 1958—1993 годах село имело статус посёлка городского типа. В 1965 году указом Президиума Верховного Совета РСФСР населённому пункту присвоено наименование Буюклы.

## Население
| 1925  | 1935  | 1959  | 1970  | 1979  | 1989  | 2002  |
| ----- | ----- | ----- | ----- | ----- | ----- | ----- |
| 226   | ↗1330 | ↗4359 | ↘3403 | ↘3126 | ↘3103 | ↘2000 |
| 2010  | 2013  | 2021  |       |       |       |       |
| ↘1518 | ↘1410 | ↘824  |       |       |       |       |

### Половой состав
Согласно результатам переписи 2002 года, в селе проживало 2000 человек (981 мужчина и 1019 женщин).

### Национальный состав
Согласно результатам переписи 2002 года, в национальной структуре населения русские составляли 88 %.

## Улицы
| - ул. 50 лет Октября, - ул. Берёзовая, - ул. Больничная, - ул. Брусничная, - ул. Воронежская, - ул. Грибная, - ул. Железнодорожная, | - пер. Железнодорожный, - ул. Заречная, - ул. Зелёная, - ул. Колхозная, - ул. Космонавтов, - ул. Лесная 1-я, - ул. Лесная 2-я, | - ул. Лесная 3-я, - ул. Механизаторская, - ул. Молодёжная, - ул. Нефтяников, - ул. Новая, - ул. Окружная, - ул. Рабочая, | - пер. Речной, - ул. Садовая, - ул. Спортивная, - пер. Строительный, - ул. Титова, - ул. Центральная, - ул. Школьная |

## Инфраструктура
В селе функционируют школа, амбулатория, дом культуры, почта и магазин.

## Транспорт
В селе расположена станция Буюклы Сахалинского региона Дальневосточной железной дороги.